# Wäberova douglaska v Kopci
Wäberova douglaska v Kopci je památný strom douglaska tisolistá (Pseudotsuga menziesii) v osadě Kopec, součásti obce Staré Křečany v okrese Děčín v Ústeckém kraji, v Chráněné krajinné oblasti Labské pískovce. Strom roste ve skupině stromů na jižním okraji osady, vpravo od silnice směřující ke státní hranici se Saskem.
Strom vysadil kartograf Johann Wäber, který na konci 19. století založil nedalekou botanickou zahradu, v níž shromažďoval dřeviny a rostliny z celého světa. Strom byl pojmenován na jeho počest.
Botanická zahrada však po roce 1945 zanikla, protože se o ni nikdo nestaral. Z vysazených dřevin se v dobrém stavu zachoval jen tento strom.
Z hlediska habitu a rozměrů se jedná o strom nadprůměrného vzrůstu. Koruna stromu sahá do výšky 33 m, obvod kmene měří 332 cm (měření 2014). Stáří stromu je přibližně 120 let. Strom je chráněn od roku 2012 jako dendrologicky cenný taxon a strom významný vzrůstem.

## Stromy v okolí
- Lípa v Brtníkách
- Fořtovská lípa
- Javor klen v Mikulášovicích